# 烏姆巴山脈
烏姆巴山脈是非洲東部的山脈，位於津巴布韋和莫桑比克接壤的邊境，距離穆塔雷約25公里，最高點海拔高度1,911米，該地區大量種植咖啡。

## 外部連結
- vumba-nature.com （页面存档备份，存于）
- sabirding.co.za （页面存档备份，存于）